# Operculina petaloidea
Operculina petaloidea är en vindeväxtart som först beskrevs av Jacques Denys Denis Choisy, och fick sitt nu gällande namn av V. Ooststr. Operculina petaloidea ingår i släktet Operculina och familjen vindeväxter. Utöver nominatformen finns också underarten O. p. pauciflora.